# Comboios do Ártico

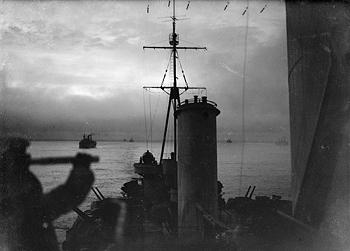
Vista do cruzador HMS Sheffield protegendo o comboio através das águas do Oceano Ártico. No fundo são os navios mercantes do comboio

Os Comboios do Ártico da Segunda Guerra Mundial foram comboios oceânicos que navegavam do Reino Unido, Islândia e da América do Norte para os portos do norte da União Soviética  principalmente Arkhangelsk (Arcanjo) e Murmansk, na atual Rússia. Houve 78 comboios entre agosto de 1941 e maio de 1945, (embora tenha havido duas lacunas sem viagens entre julho e setembro de 1942, e entre março e novembro de 1943), navegando através dos mares do  Atlântico e do Oceano Ártico.

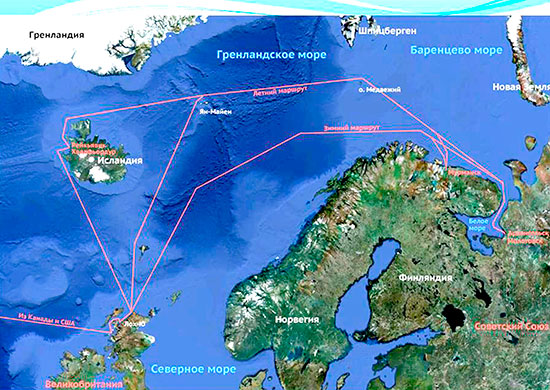
Rotas dos comboios aliados do norte. 1941-1945

Cerca de 1400 navios mercantes entregaram suprimentos vitais para a União Soviética por meio do programa Lend-Lease, escoltados por navios da Marinha Real Britânica,  Marinha Canadense, e da Marinha dos Estados Unidos. Oitenta e cinco embarcações mercantes e 16 navios de guerra (dois cruzadores, seis destróieres e oito outros navios de escolta) foram perdidos. A Kriegsmarine alemã perdeu uma série de navios, incluindo um cruzador de batalha, três destróieres e pelo menos 30 submarinos, bem como um grande número de aeronaves.

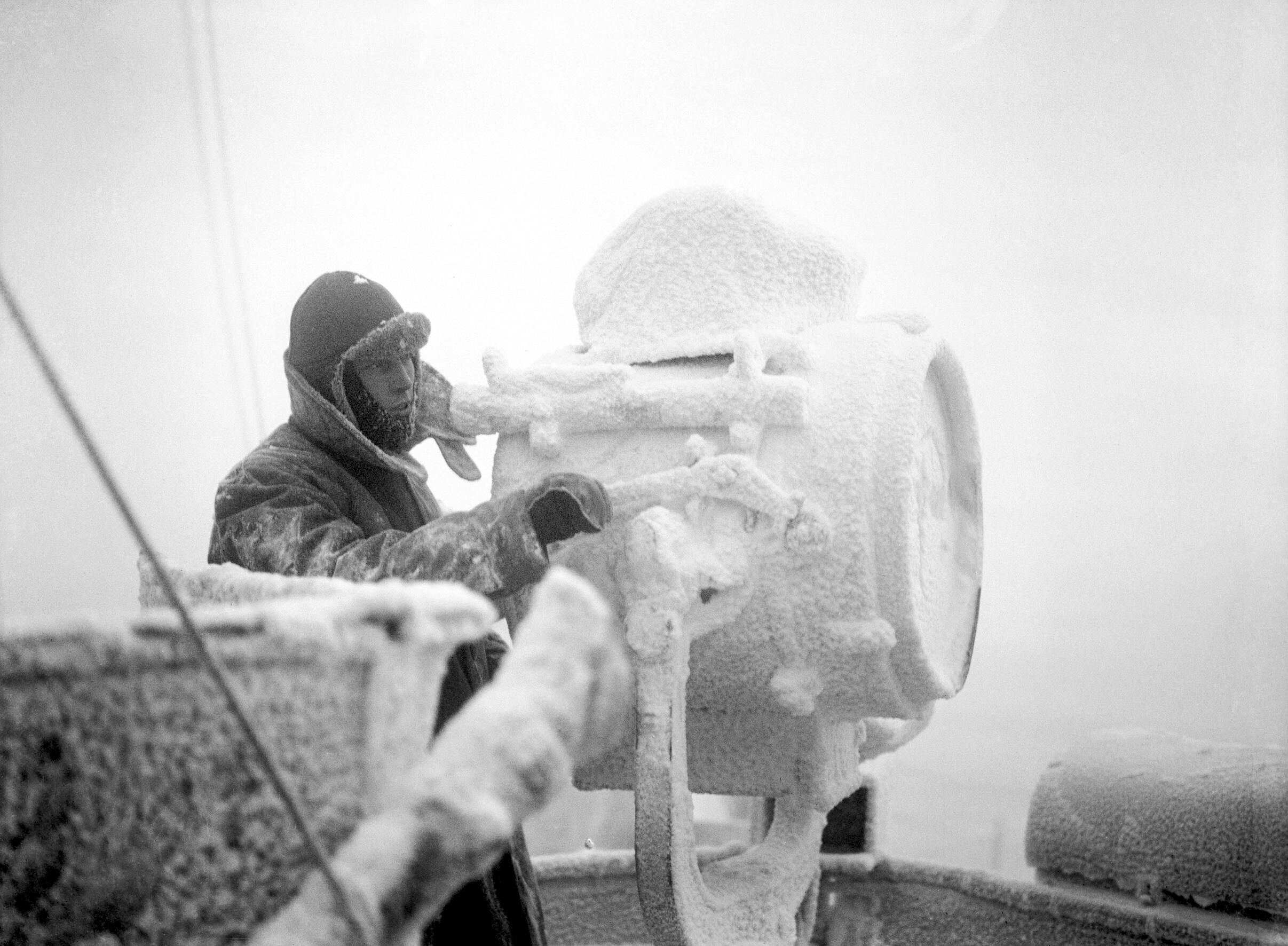
Formas de gelo em um projetor de sinal de 20 polegadas do cruzador HMS Sheffield enquanto ela escoltava um comboio para a Rússia

A rota era em torno da Noruega ocupada pelas tropas nazistas, e era particularmente perigosa devido à proximidade do território alemão, e também, por causa da probabilidade de mau tempo, a frequência de nevoeiro, as fortes correntes, vento gelados, e na alternância entre as dificuldades de navegação e manter a coesão do comboio na constante escuridão do inverno Ártico ou ser atacados na constante luz do dia no verão.

## Notáveis comboios

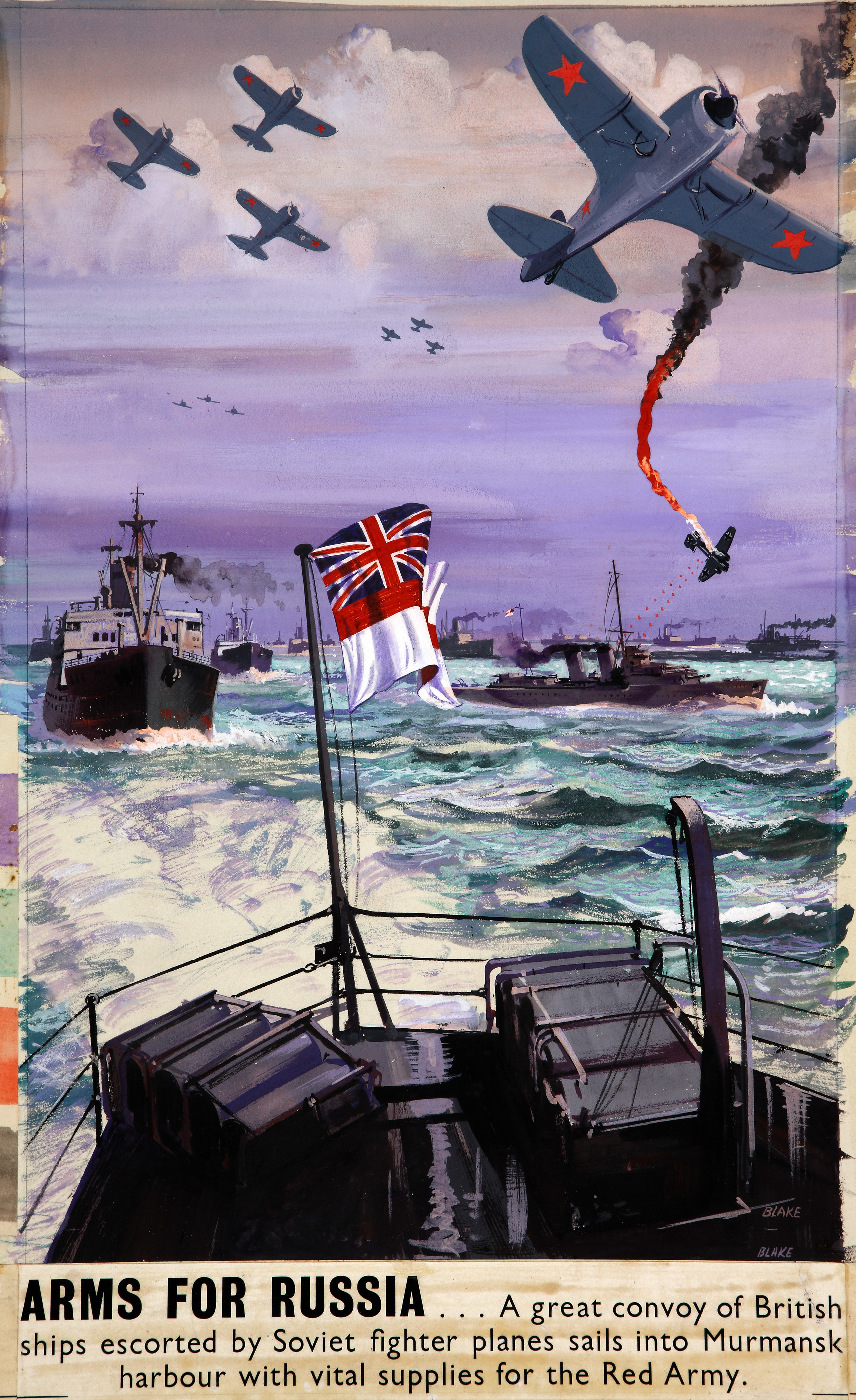
Um cartaz britânico de guerra sobre os comboios do Ártico

Vários comboios foram particularmente notáveis:
- O comboio "Dervish" montado em Hvalfjörður  partiu em 21 de agosto de 1941. Ele chegou ao seu destino, o Arcanjo, dez dias depois. O comboio era relativamente pequeno e composto por apenas seis navios mercantes. Como propaganda o astuto Churchill, enviou a bordo dois jornalistas e o artista Felix Topolski para documentar o esforço Aliado.[1]
- Em julho de 1942, o comboio PQ 17 sofreu as piores perdas de qualquer comboio na Segunda Guerra Mundial. Sob o ataque de aviões alemães e submarinos, ele foi condenado a dispersão. Apenas 11 dos 35 navios mercantes conseguiram escapar dos submarinos e bombardeiros alemães. Este comboio inspirou o autor Alistair MacLean a escrever o seu primeiro romance HMS Ulysses.
- A Batalha do Mar de Barents: Em dezembro de 1942, as forças de superfície alemães, incluindo o cruzador pesado Admiral Hipper e encouraçado de bolso Lützow partiram para interceptar o comboio JW51B. A força alemã foi expulsa por uma força combinada de destróieres e cruzadores ingleses.

## Representações literárias
Em 1967 o conto histórico norueguês "Um em cada dez tinha que morrer" ( Hver Tiende mann Matte) do escritor Per Hansson, é baseado na experiência do decorado marinheiro norueguês Leif Heimstad e outros marinheiros da marinha mercante norueguesa durante a Segunda Guerra Mundial.
O romance russo de 1973 "Réquiem para o Comboio PQ-17" ( Реквием каравану PQ-17 ) do escritor Valentin Pikul retrata a missão de Comboio PQ 17, refletindo a bravura e coragem de marinheiros comuns nos navios mercantes e de seus acompanhantes, que assumiam riscos mortais para trazer a ajuda dos Aliados na Rússia.
Pelo menos dois conhecidos romances foram escritos sobre os comboios do Ártico: "HMS Ulysses" em 1946 pelo escritor escocês Alistair MacLean, considerado um clássico da literatura de guerra naval, e, "O Capitão" em 1967, pelo autor holandês Jan de Hartog. Os dois livros são muito diferentes um do outro na caracterização, estilo e filosofia subjacente (Hartog era um pacifista, que não pode ser dito acerca de MacLean). Ainda assim, ambos transmitem o clima de ação extrema e natureza inóspita, empurrando protagonistas para a borda da resistência. Ambos os livros são, evidentemente, inspirado no destino de Comboio PQ-17.

## Outros caminhos de abastecimento
A rota ártica era a rota mais curta e mais direta da ajuda Lend-Lease para a URSS, embora fosse também a mais perigosa. Aproximadamente 3.964.000 toneladas de mercadorias foram transportadas pela via do Ártico, sendo que 7% foi perdida, enquanto 93% chegou em segurança. Isto constituiu cerca de 23% do total da ajuda enviada para a URSS durante a guerra.
Outras rotas utilizadas para a passagem de mercadorias foram o Corredor Persa e a Rota do Pacífico.
O corredor persa era o caminho mais longo, e não foi totalmente operacional até meados de 1942. Posteriormente, viu a passagem de 4 160 000 de toneladas de mercadorias, 27% do total da ajuda aliada a URSS.
A Rota do Pacífico inaugurada em Agosto de 1941, foi afetada pelo início das hostilidades entre o Japão e os EUA, depois de dezembro de 1941, e apenas os navios soviéticos poderiam ser utilizados, e, como o Japão e a URSS observaram uma estrita neutralidade para com o outro, apenas bens não militares podiam ser transportados.  No entanto, cerca de 8 244 000 toneladas de mercadorias passou por esta via, 50% do total.

## Biografia
- Kemp, Paul (1993). Convoy: Drama in Arctic waters. [S.l.]: Arms and Armour. ISBN 1-85409-130-1
- Sebag-Montefiore, Hugh (2001). Enigma: The Battle for the Code. [S.l.]: Phoenix. ISBN 0-7538-1130-8
- Vail Motter, T.H. (1952). The Persian Corridor and Aid to Russia. Washington DC: U.S. Government Printing Office
- Woodman, Richard (2004). Arctic Convoys 1941-1945. [S.l.]: John Murray. ISBN 0-7195-6617-7